# La terrazza sul lago
La terrazza sul lago  (Lakeview Terrace) è un film statunitense del 2008 diretto da Neil LaBute, con Samuel L. Jackson, Patrick Wilson e Kerry Washington.
Il titolo originale, Lakeview Terrace, fa riferimento all'omonima area residenziale in San Fernando Valley, dove si svolgono gli eventi nel film; erroneamente, nell'edizione italiana esso è stato tradotto in maniera letterale come La terrazza sul lago, sebbene nel film non siano presenti né laghi né tanto meno terrazze.

## Trama
Una giovane coppia interrazziale si trasferisce nella casa dei propri sogni, ma dovrà fare i conti con il loro vicino: un poliziotto afroamericano razzista che disapprova la loro unione, poiché ossessionato da una dolorosa esperienza personale, un incidente in cui perse la moglie, che lui attribuisce all'arroganza dei bianchi in generale.
L'uomo dimostra un comportamento sempre più provocatorio e violento, nel tentativo d'indurli ad abbandonare il quartiere, ma la resistenza della coppia porterà a tragici eventi e alla fine del loro incubo.

## Produzione

### Storia vera
La trama è vagamente basata su eventi realmente accaduti, ad Altadena, in California, che coinvolgevano proprio una coppia interrazziale, John e Mellaine Hamilton, e Irsie Henry, un agente di polizia afroamericano di Los Angeles. La vicenda era stata documentata e datata a partire dal 2002. Come scrisse il Weekly, Henry alla fine fu licenziato e privato del distintivo per le sue azioni.

### Riprese
La maggior parte delle scene del film è stata girata a Walnut, in California, e nell'Orange County.

## Promozione
(Tagline del film)

## Distribuzione
Il film è uscito negli Stati Uniti il 19 settembre 2008, mentre in Italia è stato distribuito dalla Sony Pictures il 31 ottobre dello stesso anno.

## Accoglienza

### Incassi
Solo nel suo primo weekend di apertura, il film ha incassato oltre 15 milioni di dollari, posizionandosi al primo posto in tutta l'America del Nord. Il film ha incassato 39,2 milioni di dollari tra Stati Uniti e Canada, per arrivare ad un totale di 42,4 milioni di dollari in tutto il mondo.

### Critica
Sul sito web Rotten Tomatoes, il film riceve il 44% delle recensioni professionali positive, con un voto medio di 5,5/10, basato su 167 recensioni; il consenso critico del sito recita: "Questo thriller su un poliziotto minaccioso che rovina la vita ai suoi vicini è abbastanza teso, ma minaccia l'assurdità quando entra in un territorio eccessivo".
Su Metacritic, il film ha un punteggio medio di 47 su 100, basato su 28 critiche, indicando "recensioni contrastanti o nella media"; mentre il pubblico intervistato da CinemaScore ha assegnato al film un voto medio di "C+" su una scala da A+ a F.
Roger Ebert, per il Chicago Sun-Times, ha dato al film una recensione molto positiva, assegnandogli il punteggio più alto di 4 stelle su 4, e aggiungendo le parole: "Alcuni lo troveranno eccitante. Alcuni lo troveranno un'opportunità per un esame di coscienza. Alcuni lasceranno la sensazione vagamente a disagio. Ad alcuni non piacerà e saranno assolutamente sicuri del perché non lo facciano, ma le loro ragioni non saranno d'accordo. Alcuni odieranno elementi che altri non riescono nemmeno a vedere. Alcuni lo vedranno solo come un thriller. Ma io trovo che un film come questo sia vivo e provocante, e sono felice di vedere il mio pensiero messo alla prova ogni minuto!".
Sul San Francisco Chronicle, Anche Mick LaSalle ha apprezzato molto il film, scrivendo: "Nella sua forma generale e nel suo messaggio, La terrazza sul lago è un thriller di suspense convenzionale, ma i dettagli lo fanno salire di una tacca. Il divertimento del film non sta in cosa succede ma in come succede".
JR Jones, del Chicago Reader, ha definito il film "uno dei drammi razziali più duri usciti da Hollywood, da quando gli incendi si sono spenti (molto più difficile, ad esempio, del vincitore dell'Oscar Crash di Haggis)!".
Su Variety, Dennis Harvey ha scritto che La terrazza sul lago "offre un dramma abbastanza teso e avvincente" ma "soccombe alle convenzioni del thriller"; invece Anthony Lane, dal New Yorker, ha affermato che "la prima ora del film sembra pericolosa, interessante e piena di comicità", ma ha aggiunto anche che "le fasi successive… si 'scaldano' e si trasformano in stupidità".
Il critico James Berardinelli ha assegnato al film 2 stelle su 4, affermando che "i suoi primi 2/3 offrono un po' più di sottigliezza e complessità di quanto la premessa apparentemente semplice sembrerebbe, però il climax stona, è stupido, scontato e sopra le righe".
Wesley Morris, dal Boston Globe, ha affermato che il film "potrebbe avere qualcosa a che fare sul razzismo nero, ma le conversazioni non vanno da nessuna parte, e i cliché prendono il sopravvento"; poi anche Sura Wood, sul The Hollywood Reporter, ha scritto: "[L'idea di] un attore nero rappresentato come il bigotto severo, ricco di molestie nei confronti della giovane coppia interrazziale che si trasferisce accanto a lui, potrebbe essere vista come un romanzo. Ma il film, privo di senso e pieno da personaggi repellenti e deboli, si trasforma presto in una litania di eventi via via più ripugnante!".
Infine Joe Morgenstern, per il Wall Street Journal, ha assegnato al film la metà di una 1 su 5, e lo ha definito "un thriller di suspense senza gioia e senza forma".